# Antigua Audiencia (Villanueva de Córdoba)

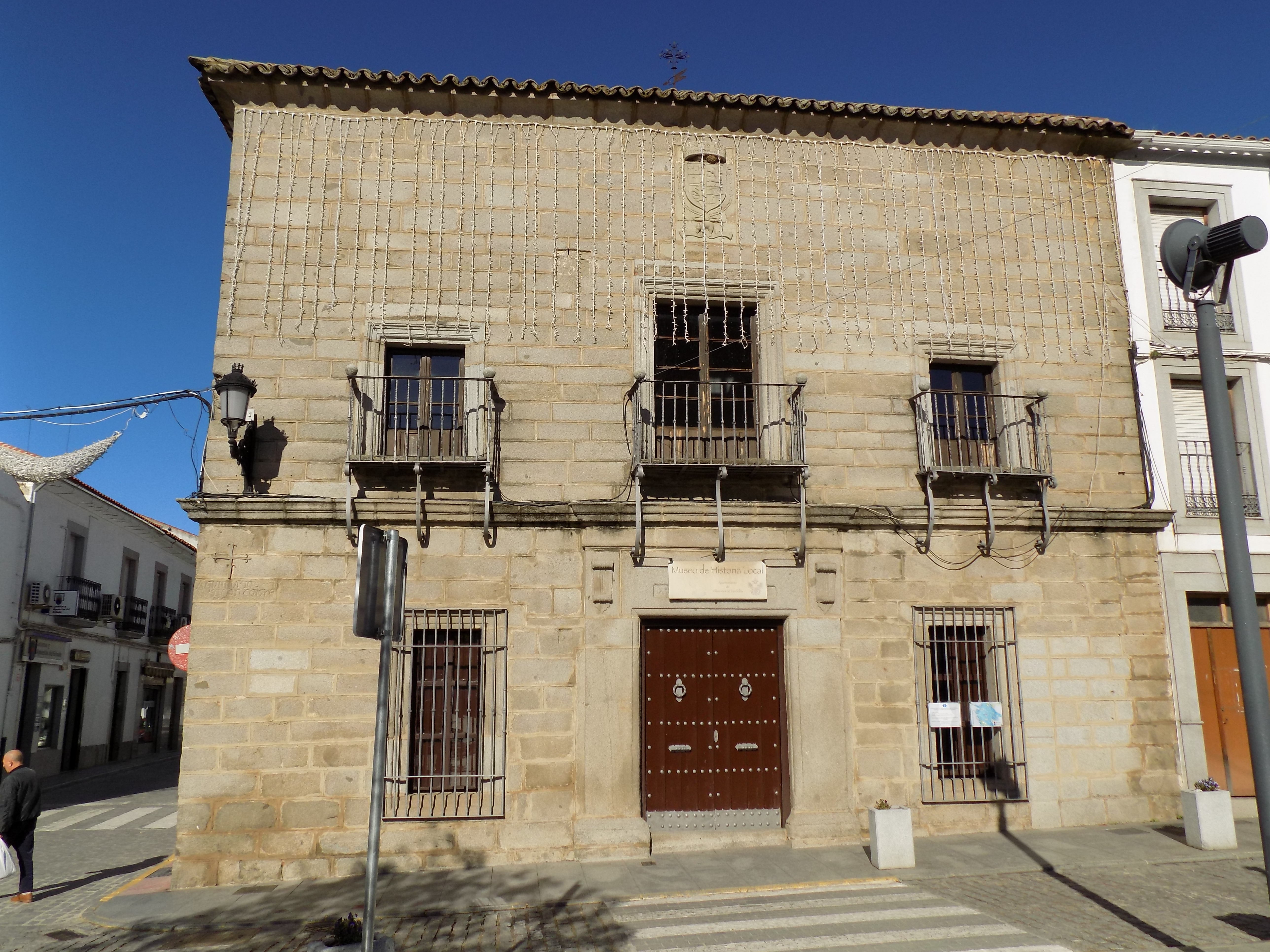
Fachada principal de la antigua Audiencia de Villanueva de Córdoba.

La antigua Audiencia es el nombre con el que se conoce el edificio del siglo XVII que en el pasado fue la Casa Consistorial de Villanueva de Córdoba, y que se encuentra en la Plaza de España de la localidad cordobesa de Villanueva de Córdoba, situada en la Comarca de los Pedroches.

## Descripción
Edificio construido en el siglo XVII, con cantería de granito, situado en Villanueva de Córdoba. Su fachada principal da a la Plaza de España y su otro lado corresponde a la calle Plazarejo. Consta de dos plantas. Es de notar, como señalaba Juan Ocaña Torrejón en su obra Villanueva de Córdoba: apuntes históricos, que el pavimento del piso superior está situado veinticinco centímetros por debajo del de los tres balcones existentes en esa planta, lo que lleva a suponer que esos huecos fueron en un principio ventanas que se ampliaron al levantar el piso superior. 

Por otra parte, conviene observar que las molduras de piedra de los balcones de la fachada son diferentes de los de las ventanas, algo que no sucedería si todo hubiera sido edificado al mismo tiempo. Los ángulos exteriores de las barandas de los balcolnes estaban rematados en bolas de piedra blanca, siendo mayores las bolas del balcón central. Además, los hierros en forma de "S" que soportan el peso de los balcones son una clara indicación de haber sido construido el edificio en época de los reyes de la Casa de Austria, es decir, en el siglo XVI o XVII.

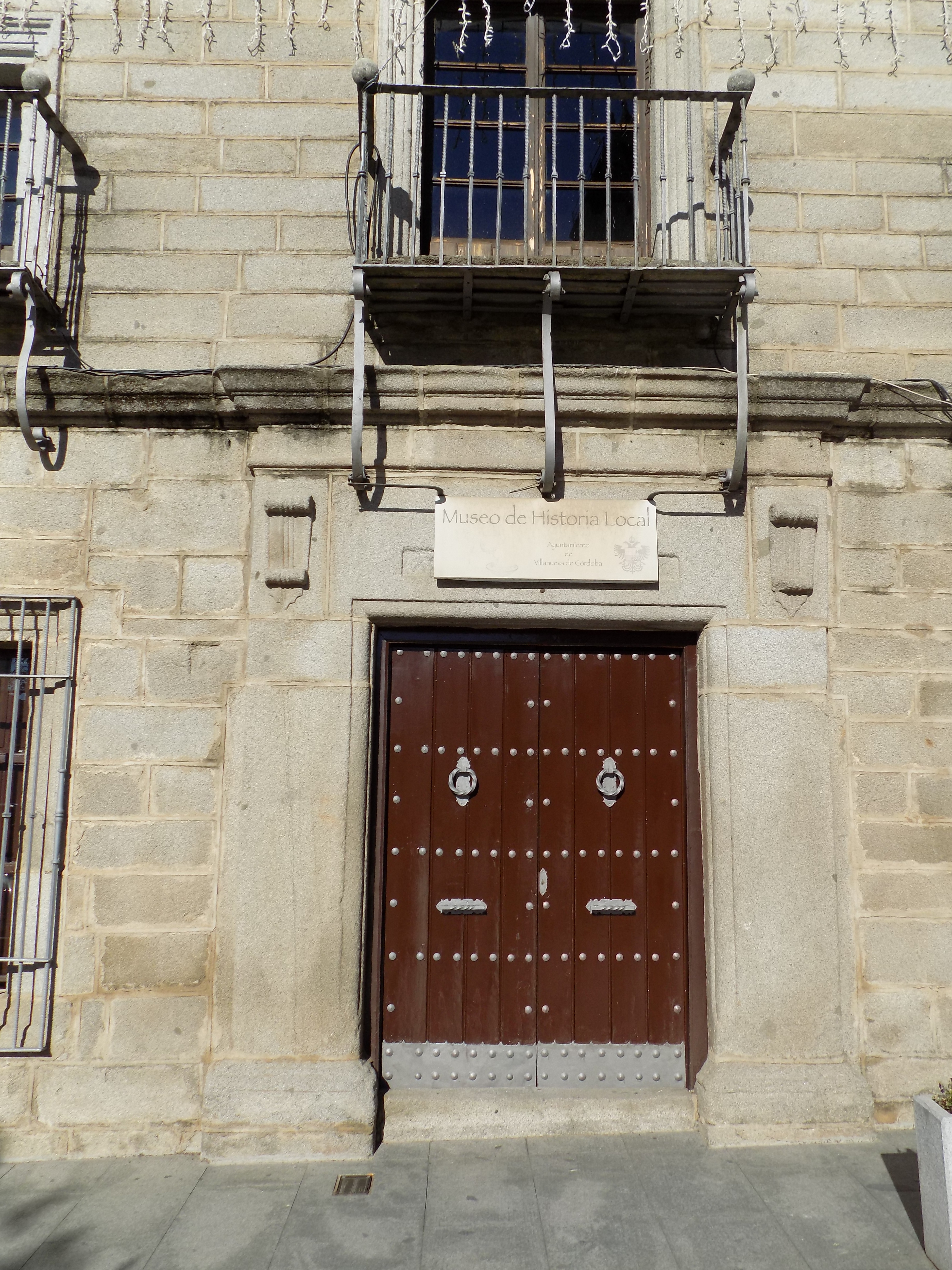
Fachada principal de la Antigua Audiencia de Villanueva de Córdoba.

En su fachada principal hay tres balcones, dos grandes ventanas y una puerta doble decorada con hermosos herrajes. Destaca en la fachada el escudo de España, situado en lo más alto y que algunos identificaron erróneamente en el pasado con el escudo de los marqueses del Carpio. Guarda un gran parecido, ya que fueron realizados con idéntico material, con el escudo de la torre-campanario de Villanueva de Córdoba, lo que induce a creer que fueron realizados por el mismo artista en 1778. 
Al lado derecho del balcón central debió de estar colocado otro escudo más pequeño que desapareció y posiblemente sería idéntico a los que aún conservan algunos municipios cercanos. El edificio se usó como "Casas Consistoriales"hasta finales del siglo XIX. A principios del siglo XX fue usado como escuela, hasta 1909. En 1911, dos años después, fue habilitado como mercado de carne. En 1927 se trasladó al edificio el Dispensario Antipalúdico y se creó la Casa de Socorro de la localidad, que fue establecida aquí.
En la década de 1940 en la planta baja se instaló el Juzgado Comarcal. En 1974 el edificio fue destinado a Juzgado de Paz, por haber sido suprimido el anterior. Durante las décadas de los sesenta y los setenta la planta superior estuvo ocupada por organismos del Frente de Juventudes y del Movimiento Nacional.
Y más recientemente, en la planta superior, estuvo instalado el Museo de Historia Local hasta que fue trasladado al edificio restaurado de la antigua Estación de Ferrocarril de vía estrecha. En la actualidad y ocasionalmente se realizan exposiciones de pintura, fotografía u otras actividades culturales.